# ナタン・ラファエル・ペラエ・カルドーゾ
ナタン・ラファエル・ペラエ・カルドーゾ（Nathan Raphael Pelae Cardoso、1995年5月13日 - ）は、ブラジル・サンパウロ州サンパウロ出身のサッカー選手。MLS・シアトル・サウンダーズFC所属。ポジションはDF。

## 経歴

### クラブ
SEパルメイラスの下部組織で育ち、2014年にトップチームへ昇格した。
2019年、FCチューリッヒに移籍した。
2021年、サンノゼ・アースクエイクスに移籍した。
2024年1月、シアトル・サウンダーズFCに移籍した。

## タイトル

### クラブ
パルメイラス
- コパ・ド・ブラジル : 2015

シャペコエンセ
- カンピオナート・カタリネンセ : 2017